# ネグレスコ・ホテル
「ネグレスコ・ホテル」は、BOROの7枚目のシングル。1983年1月1日にビクター音楽産業（インビテーションレーベル）から発売された。

## 概要
- タイトルの由来はフランスはニースにあるオテル・ネグレスコ（フランス語版）からである。
- 歌詞には「あと50マイル 南に走ろう」と、フランスで通常使わない距離単位が用いられている部分がある（フランスはメートル法の国である）。他にも「ステップ」「エンド」など英語が用いられている。
- 大塚製薬 シンビーノのCMソングとして使用された。
- オリコン最高位は31位。売上枚数は6.2万枚。
- 2010年に髙橋真梨子がアルバム「No Reason 2～ もっとオトコゴコロ～」 にてカバーしている。

## 収録曲
1. ネグレスコ・ホテル
作詞：BORO、作曲・編曲：井上大輔
大塚製薬「シンビーノ」CMソング
2. レッド・シューズ
作詞：BORO、作曲・編曲：井上大輔